# Calle 116 (Manhattan)
La calle 116 va desde Riverside Drive, con vistas al río Hudson, hasta el Río Este, a través del borough de Manhattan en la ciudad de Nueva York (Estados Unidos). Atraviesa los barrios de Morningside Heights, Harlem y Spanish Harlem ; la calle está interrumpida entre Morningside Heights y Harlem por Morningside Park.

## Historia
La calle fue designada por el Plan de los Comisionados de 1811 que estableció la cuadrícula de calles de Manhattan como una de las 15 calles de este a oeste que tendrían 30 m de ancho (mientras que otras calles fueron designadas como 18 m de ancho).

## Descripción

### Lado oeste

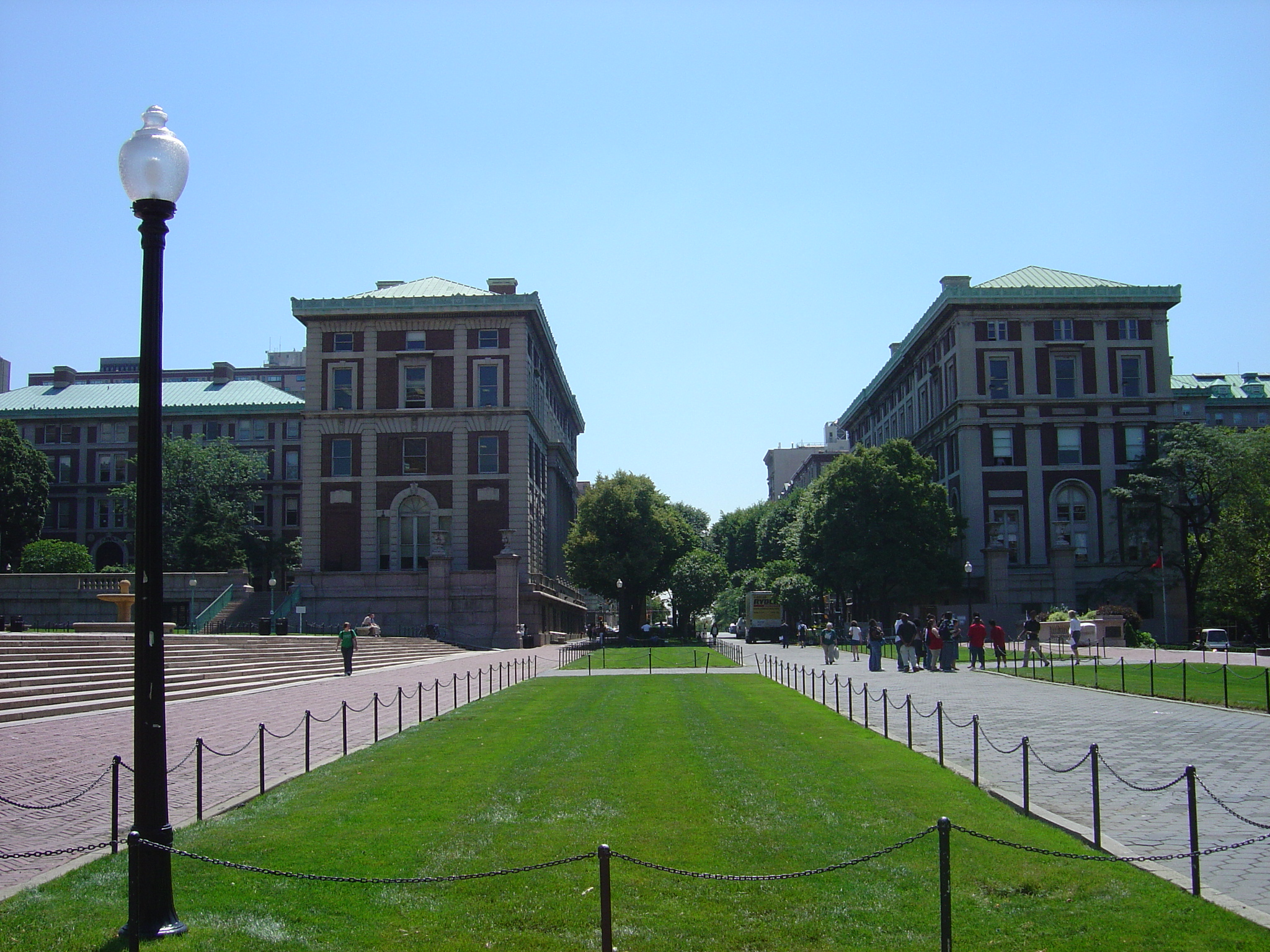
College Walk, anteriormente parte de la calle 116

La entrada occidental a la calle 116 en Riverside Drive está flanqueada por un par de edificios de apartamentos blancos con fachadas curvas, The Colosseum y The Paterno.
The New York Times ha dicho que las "curvas opuestas, (forman) una puerta de entrada tan impresionante como cualquier arco o plaza construido públicamente en Nueva York. Las curvas inusuales de la carretera son el resultado de un plan de 1897 para convertir el terreno entre Claremont Avenue y Riverside Drive en un parque público para dar desfiles de veteranos con un gran parque adyacente a Grant's Tomb como término. La calle fue rediseñada para que un vehículo o un desfile que subiera por Riverside Drive girara hacia la calle 116 en una elegante curva, luego girara inmediatamente hacia el norte hacia Claremont Avenue siguiendo una segunda curva. La ciudad nunca asignó fondos para comprar el terreno, pero las curvas se mantienen. La parte superior de The Paterno está rematada con una fantasía arquitectónica que enmascara una torre de agua en una forma que evoca una sección del techo abuhardillado, completo con una ventana abuhardillada. Es visible desde las puertas de la Universidad de Columbia en Broadway y la calle 116.
La intersección de la calle 116 y Broadway es la ubicación de la entrada principal de la Universidad de Columbia, la escuela de la Ivy League de la ciudad. Hasta la década de 1950, la calle discurría sin interrupciones a través de Morningside Heights desde Riverside Drive hasta Morningside Park. Sin embargo, en 1953, durante la presidencia de Dwight D. Eisenhower en Columbia, la cuadra entre Broadway y Amsterdam Avenue se cerró permanentemente al tráfico vehicular y se convirtió en una vía peatonal llamada "College Walk". La calle había sido cedida a Columbia a cambio de un pago de 1000 dólares. La calle se interrumpe nuevamente donde se encuentra con Morningside Drive, esta vez por la empinada pendiente descendente de Morningside Park.

### Lado este

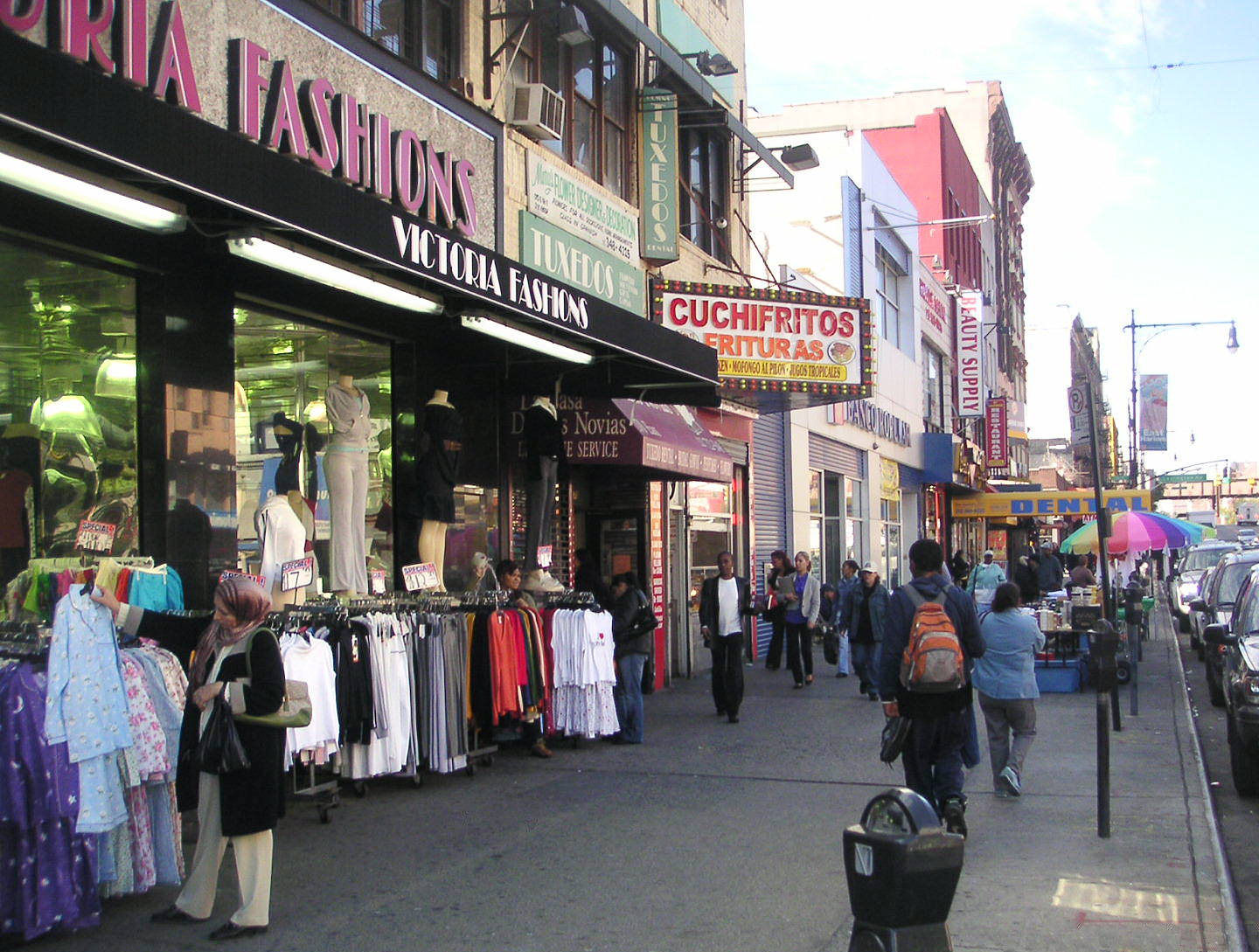
Calle 116 en East Harlem

La parte principal de la vía de este a oeste de la calle 116 comienza en el borde este de Morningside Park y corre hacia el este a través del centro de Harlem. Una gran comunidad de inmigrantes de África occidental se ha desarrollado en el centro de Harlem con tiendas, panaderías y cafés a lo largo de la calle 116 al oeste de la avenida St. Nicholas. Esta comunidad ha sido llamada Little Senegal o Le Petit Senegal.
En Lenox Ave., la calle pasa por la Mezquita Malcolm Shabazz, anteriormente la Mezquita No. 7. El edificio fue erigido como el Casino Lenox. 
Al este de la Quinta Avenida, la calle 116 ha sido históricamente el principal centro de negocios de Spanish Harlem. Desde Lexington Avenue hasta First Avenue, la calle está llena de negocios que venden alimentos, ropa y otros productos especiales y étnicamente específicos a una clientela de habla hispana. East 116th Street termina en FDR Drive, el sitio de East River Plaza, un complejo de centros comerciales minoristas con grandes inquilinos comerciales Costco, Aldi y Target.

## Transporte
De oeste a este, las estaciones de metro en la calle 116 son las siguientes:
- Calle 116–Universidad de Columbia al servicio de la línea 1 en Broadway
- Calle 116 al servicio de las líneas B y C en el bulevar Frederick Douglass
- Calle 116 al servicio de las líneas 2 y 3 en la avenida Lenox
- Calle 116 al servicio de las líneas 6 y < 6 > en la avenida Lexington

Está previsto que la futura línea Calle 116 sirva a las líneas N, Q y R en la Segunda Avenida.
El autobús M116 de la MTA Bus Company también se detiene en esta calle.

## En la cultura popular
La calle 116 en Harlem es el trasfondo del libro The Street (1946) de Ann Petry. La historia trata sobre Lutie Johnson, una joven madre negra soltera, que se muda a la calle 116 para darle mejores oportunidades a su hijo.
La calle 116 y Broadway es la escena de apertura de The Caine Mutiny (1951) de Herman Wouk cuando Willie Keith es dejado por su madre para unirse a la Marina en la Segunda Guerra Mundial.

## Galería

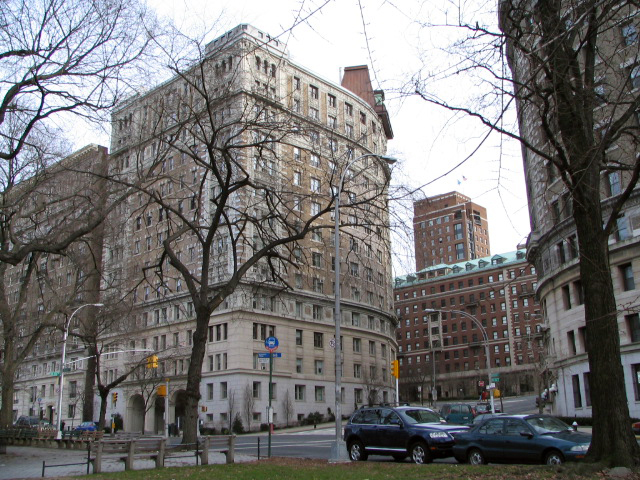
Terminación de la calle 116 en Riverside Drive
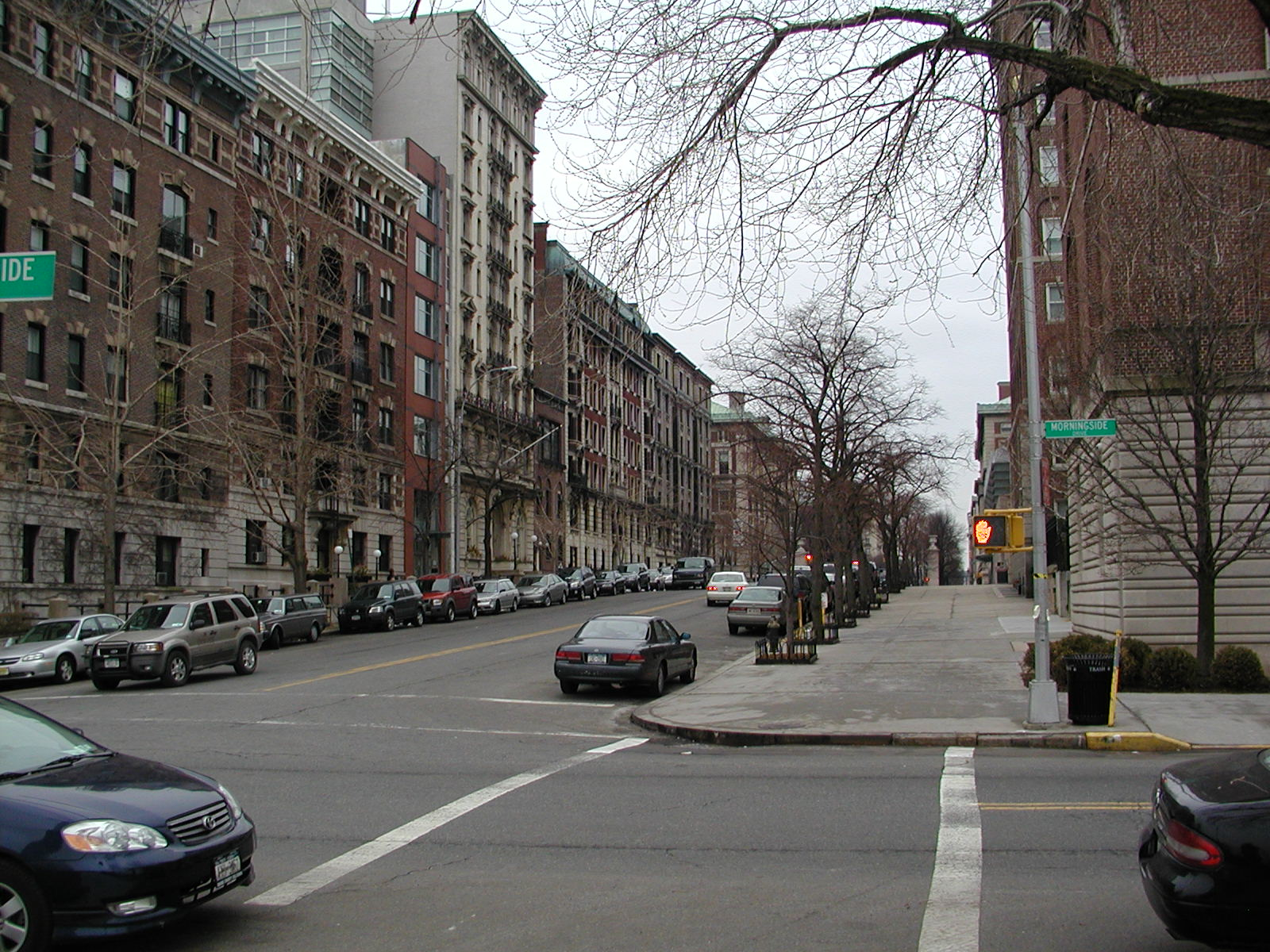
Mirando al oeste desde Morningside Drive
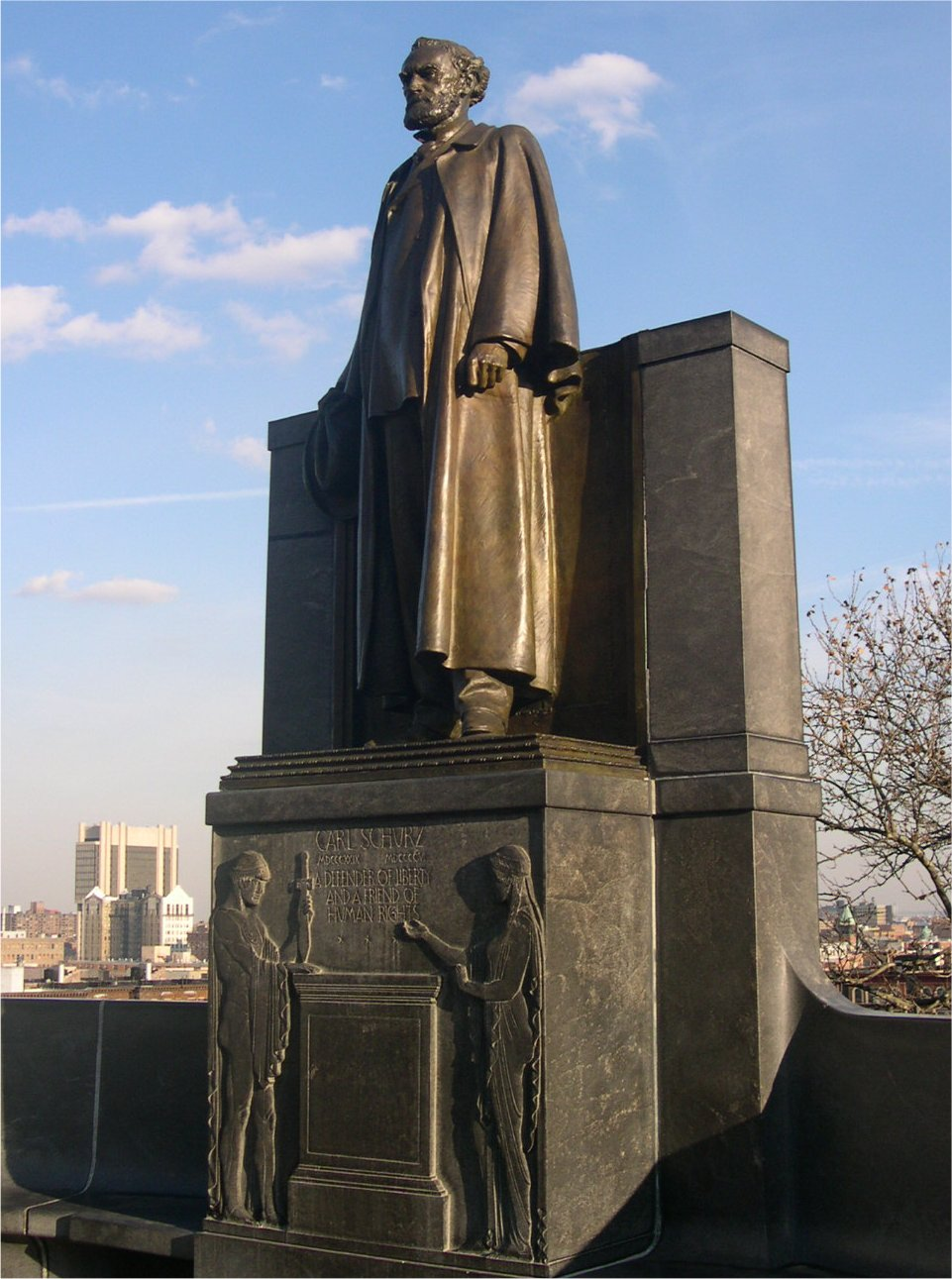
Estatua de Carl Schurz en Morningside Park.
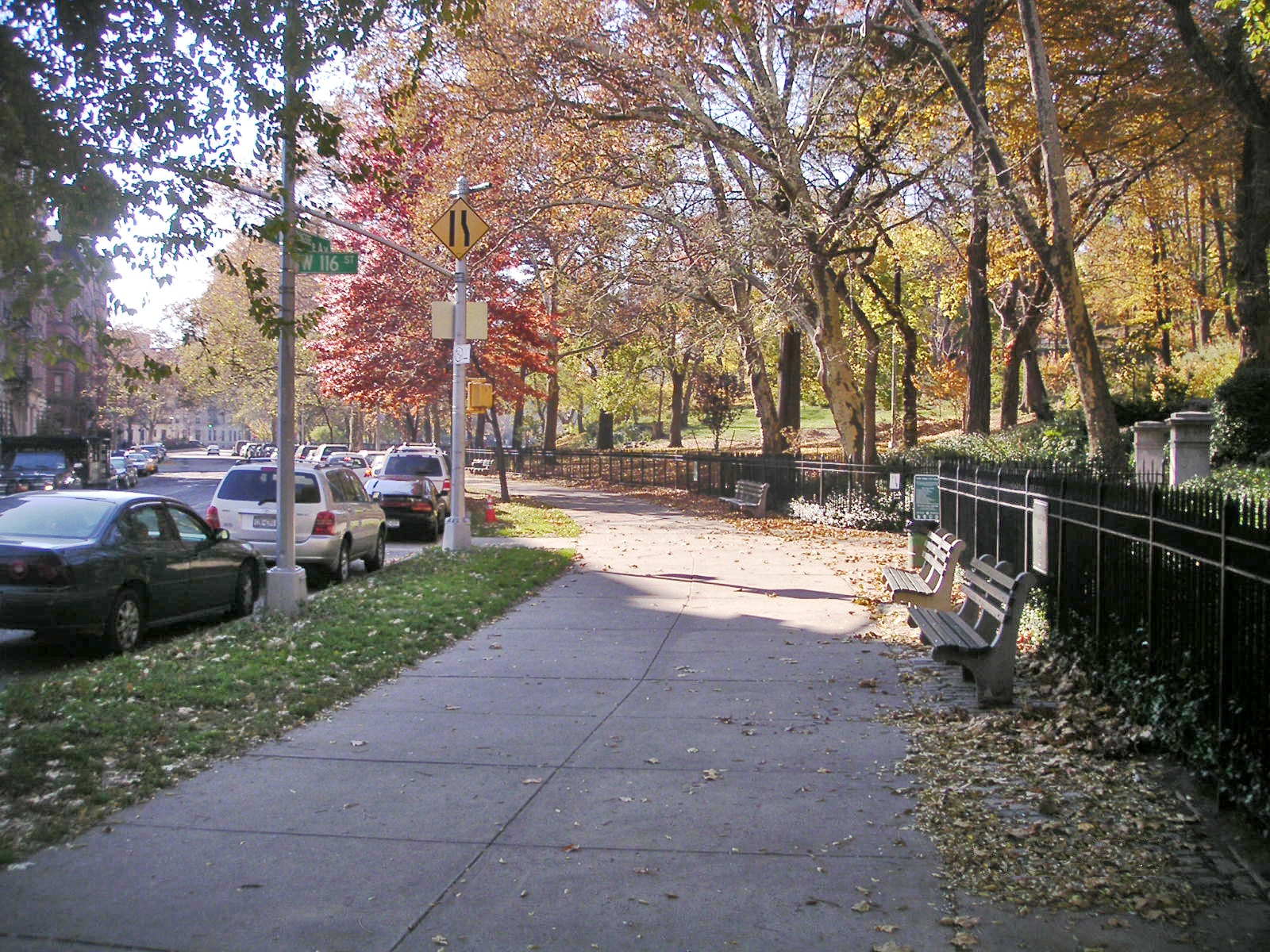
Avenida Morningside, lado este del parque.
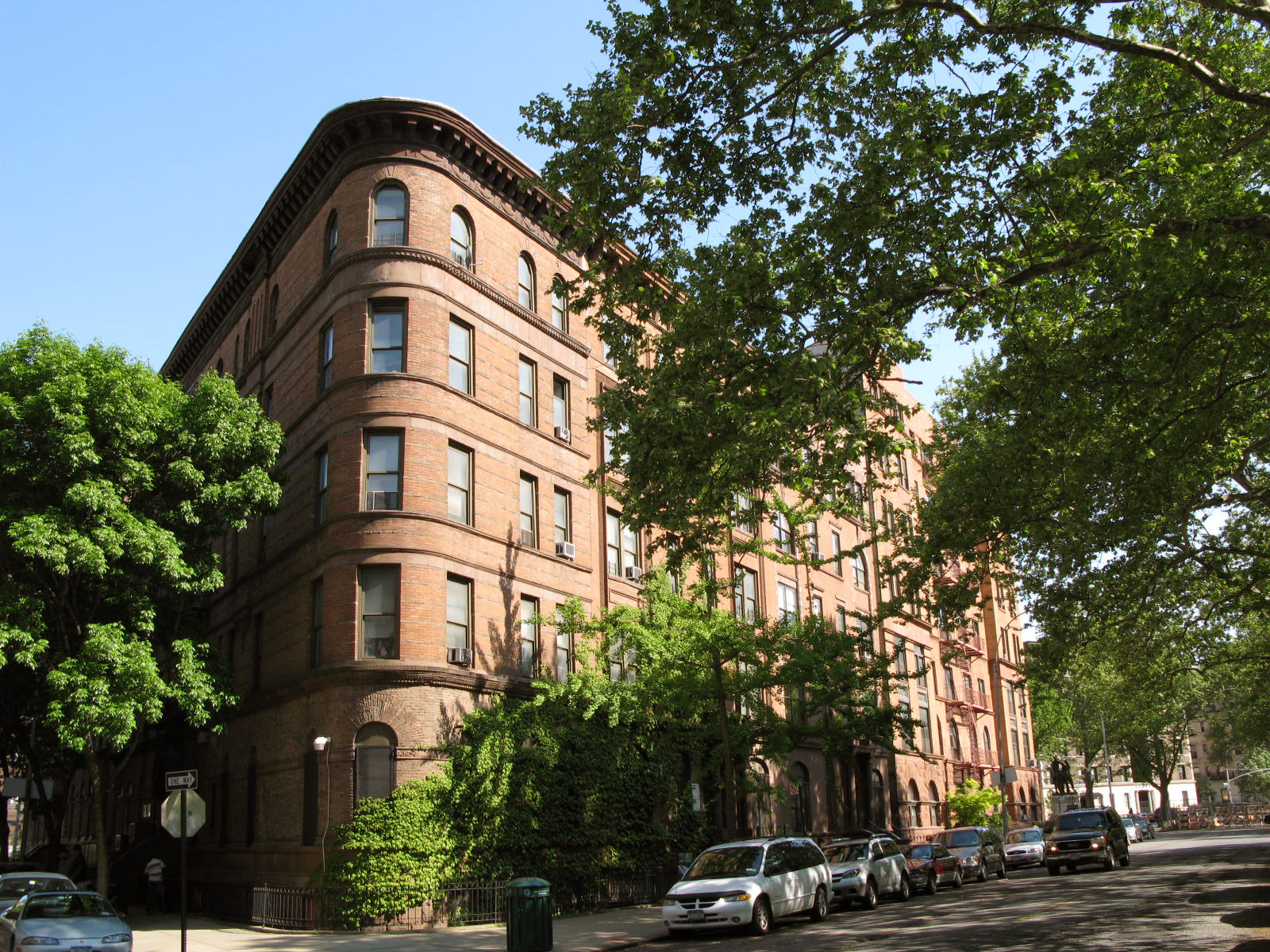
Edificios de la calle 115 al fondo.
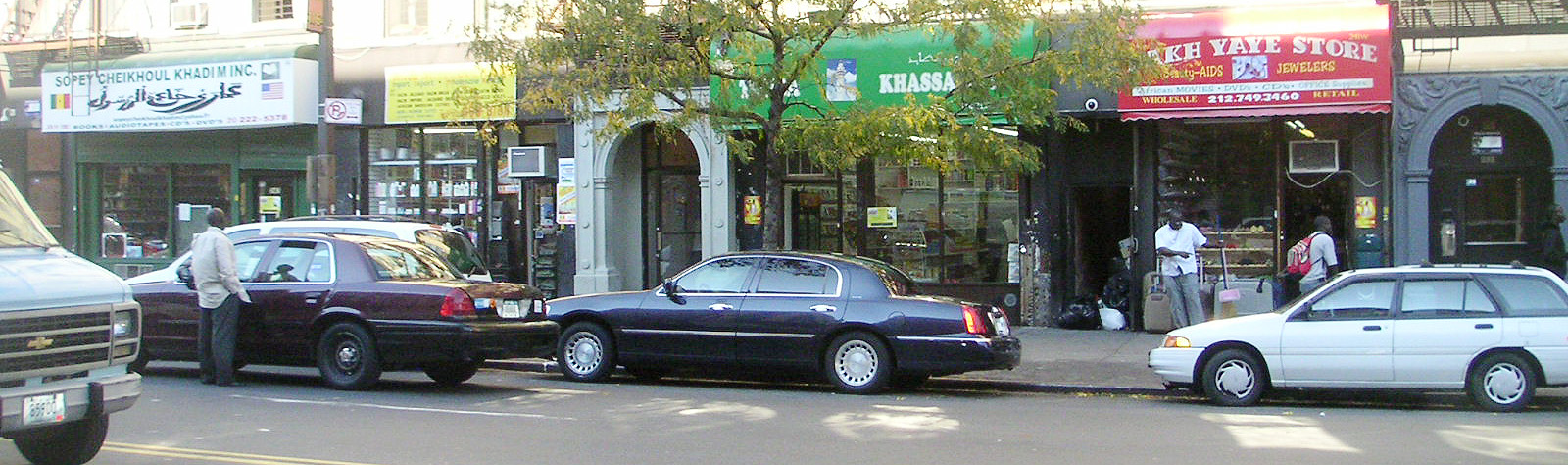
Little Senegal
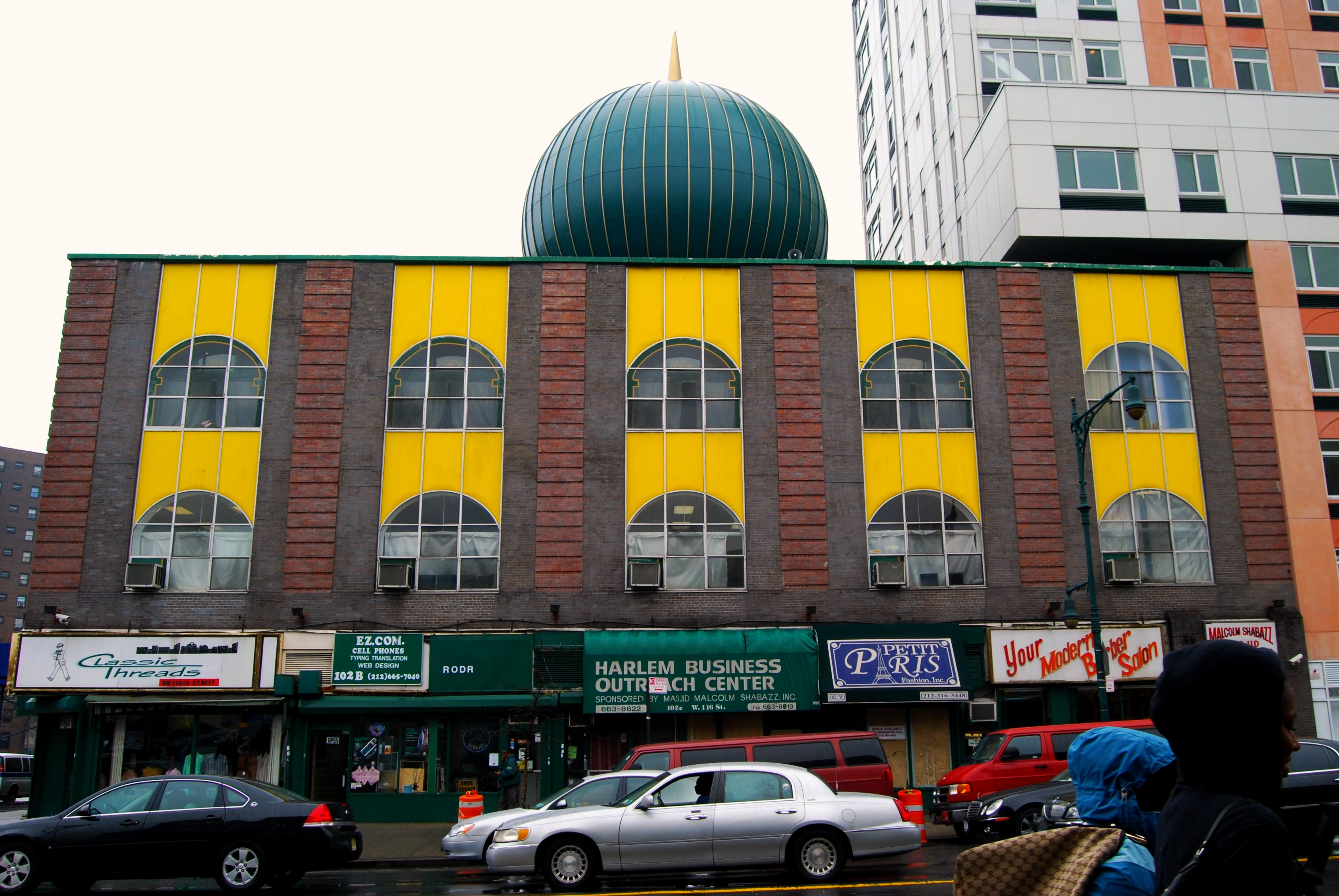
La Mezquita Malcolm Shabazz, en Lenox Avenue
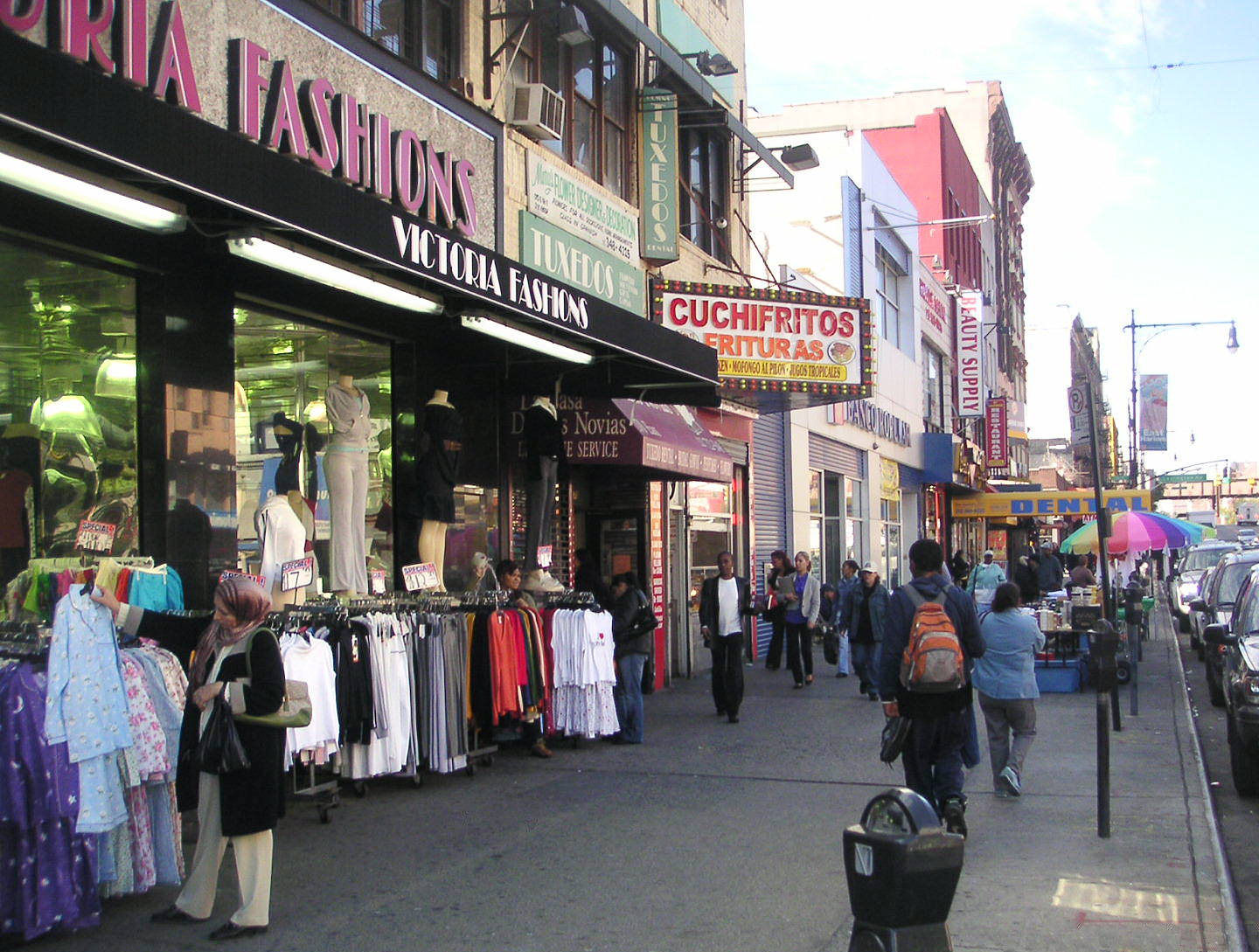
El Barrio, Calle 116 entre las avenidas Tercera y Lexington